# Robert Yerkes
Robert Mearns Yerkes (/ˈjɜːrkiːz/), född 26 maj 1876 i Breadysville, Pennsylvania, död 3 februari 1956 i New Haven, Connecticut, var en amerikansk zoolog och psykolog som var en pionjär inom etologin.
Yerkes var sedan 1902 verksam vid Harvard University och från 1924 till 1944 vid Yale University. Han var ledare för ett laboratorium för primatbiologi som idag bär hans namn. Där forskade han om människans och djurens intelligens. En vetenskaplig lag, Yerkes–Dodsons lag – uppkallad efter Yerkes och John Dillingham Dodson – beskriver hur motivationen förändras för uppgifter med varierande svårighet.